# Banovina Hrvatska
Banovina Hrvatska bila je autonomna teritorijalna jedinica unutar Kraljevine Jugoslavije.

## Uzroci nastanka
Njezin nastanak rezultat je suradnje hrvatskih političkih vođa s vođama Srba Prečana i prinudnog napuštanja koncepta centralizma srbijanskih političara i dvora. Stvorena je na temelju političkog sporazuma između Dragiše Cvetkovića, predsjednika jugoslavenske vlade i predstavnika srbijanskih političkih čimbenika okupljenih oko kneza namjesnika Pavla i Vladka Mačeka, čelnika HSS-a i Seljačko-demokratske koalicije (u kojoj je sudjelovala prečanska Samostalna demokratska stranka) predstavnika najjače hrvatske političke skupine (tzv. sporazum Cvetković-Maček). Zakonski počinje postojati donošenjem Uredbe o Banovini Hrvatskoj 26. kolovoza 1939. Poznata je kao „mačekovsko rješenje hrvatskoga pitanja”.
Banovina Hrvatska rezultat je pokušaja rješavanja hrvatskog pitanja i stvaranja mogućnosti za opstanak jugoslavenske države u okolnostima zaoštrenih europskih političkih prilika uoči II. svjetskog rata. Hrvatska strana smatrala je utvrđena rješenja privremenima, tj. etapom u cjelovitu preuređenju jugoslavenske kraljevine. Banovina Hrvatska uspostavljena je na temelju članka 116. Ustava iz 1931., dakle kao izvanredna mjera, uz istodobno raspuštanje Narodnoga predstavništva, kako bi se izbjeglo neizvjesno potvrđivanje Uredbe u Narodnoj skupštini. Njezinom uspostavom bitno su se promijenile političko-teritorijalna organizacija i ovlasti vlasti Kraljevine Jugoslavije, jer je stvorena zasebna jedinica sa širokim ovlastima u području zakonodavne, upravne i sudske vlasti s obilježjima državnosti, koja su je približavala statusu federalne jedinice.
Banovinu Hrvatsku činile su dotadašnje banovine Savska i Primorska te kotari Dubrovnik (izdvojen iz Zetske banovine), Ilok, Šid, (iz Dunavske banovine), te Brčko, Gradačac, Derventa, Travnik i Fojnica (izdvojeni iz Drinske banovine), dakle najveći dio područja Kraljevine Jugoslavije s većinskim hrvatskim pučanstvom.
U njezine su ovlasti preneseni poslovi poljoprivrede, trgovine, industrije, šuma, rudnika, građevina, socijalne politike i narodnog zdravlja, tjelesnog odgoja, pravde, prosvjete i unutarnje uprave, tj. većina poslova, osim vanjskih, vojnih i sigurnosnih te onih poslova koji su osiguravali jedinstveni gospodarski i novčarski sustav. Poslije je tim ovlastima dodano sudstvo i oružništvo. Banovina je imala veliko značenje, jer je njome obnovljena hrvatska državnost, izgubljena 1918., konsolidiran je nacionalni prostor, a zadobivena je i toliko željena autonomija od Beograda. Po prvi put još od srednjeg vijeka, većina hrvatskog naroda se našla u jednoj teritorijalnoj jedinici. Hrvati su dočekali stvaranje Banovine kao prvi korak prema hrvatskoj nezavisnosti.
Predviđena je potrebna financijske samostalnost iz autonomnih prihoda kako bi Banovina uspješno mogla obavljati poslove iz svojih ovlasti. Organizacija vlasti u Banovini Hrvatskoj predviđala je da zakonodavnu vlast u ovlastima Banovine obavljaju zajednički kralj i Sabor. Sabor je vrhovno zakonodavno i predstavničko tijelo u poslovima iz ovlasti Banovine. Upravnu vlast imao je ban, koji je morao supotpisati svaki pisani čin kraljevske vlasti u Banovini. Bana je imenovao kralj, a odgovoran je Saboru i kralju. Banska se vlast ostvarivala preko 11 odjela kojima su na čelu bili odjelni predstojnici što ih je postavljao ban. Prvi ban Banovine Hrvatske bio je Ivan Šubašić.

## Povijest

### Pozadina
Kraljevina SHS bila je nedemokratska monarhija s prevlašću Beograda, Srbije i dinastije Karađorđević u kojoj su nesrpski narodi bili dovedeni u neravnopravan položaj: financijski su iskorištavani, a oko 90% ministara, dužnosnika i visokih časnika su bili Srbijanci i Crnogorci. Učestali su bili progoni i politička ubojstva. Kada su se 1927. protiv centralizma ujedinili Hrvati i hrvatski Srbi, sklopivši Seljačko-demokratsku koaliciju, bio je to poticaj da se u beogradskoj Narodnoj skupštini izvrši atentat na najistaknutije hrvatske zastupnike na čelu sa Stjepanom Radićem. Iduće godine proglašena je izravna diktatura kralja Aleksandra. Država je podijeljena na banovine i dobila je novo ime, Kraljevina Jugoslavija. HSS na čelu s Mačekom tražio je javno 1932. povratak na 1918. i novi ustroj zemlje. Nakon 1928. hrvatski zastupnici su provodili opstrukciju Narodne skupštine, zasjedajući u sabornici na Trgu sv. Marka kao Hrvatsko narodno zastupstvo. Brojnim organizacijama HSS-a, poput Zaštite, Hrvatske žene, Gospodarske sloge, Hrvatskog radničkog saveza i sl. premrežili su hrvatske krajeve i zapravo uspostavili svoj sustav vlasti. Hrvatsko pitanje postalo je od presudne važnosti za opstanak države. Odnosi u zemlji promijenili su se poslije atentata na kralja Aleksandra 1934. kojega je izveo VMRO uz pomoć ustaša u Marseillesu. Kraljevina Jugoslavija se uskoro odvaja od politike francuske i versailleske Europe te skreće prema fašizmu.

### Nastanak sporazuma
Nakon smjene Bogoljuba Jevtića, za premijera je 1935. postavljen Milan Stojadinović, vođa Jugoslavenske radikalne zajednice (sačinjavale su je JNS, JMO i SLS). Stojadinović, doduše, počinje pregovore s Vladkom Mačekom oko statusa Hrvatske, ali za njegova mandata oni neće biti završeni. Iako je režimskoj listi, pomoću snažnih mjera političkog terora i izbornih prijevara, pripala većina na izborima za Narodnu skupštinu Kraljevine Jugoslavije 1938., duboka politička kriza dovodi 5. veljače 1939. do pada vlade Milana Stojadinovića. Knez Pavle Karađorđević povjerava sastav nove vlade ranijem ministru Dragiši Cvetkoviću. U svom programskom govoru Cvetković najavljuje da vlada treba riješiti i hrvatsko pitanje, što je bilo prvo priznanje postojanja hrvatskog pitanja. Pregovori Mačeka i Cvetkovića započeli su u travnju. U pregovorima su sudjelovali i predstavnici Samostalne demokratske stranke koja je okupljala Srbe Prečane i još od 1927. bila u koaliciji s HSS-om (Seljačko-demokratska koalicija). Predstavnici oporbenih srbijanskih stranaka, s kojima je SDK zajednički nastupila na prijašnjim izborima 1935. i 1938., odbili su sudjelovati u pregovorima.
Početkom srpnja Cvetković i Maček našli su se u Šubašićevoj kući u Vukovoj Gorici, gdje postižu privremeni sporazum o opsegu Banovine. Pregovori su se oduljili i zapali u ozbiljnu krizu početkom kolovoza. Vijesti o neizbježnom približavanju velikog rata u Europi utjecale su na spremnost obiju strana da sklope sporazum kojim bi se "koliko-toliko zatrapao jaz između Hrvata i Srba". Na Mačeka je osobito utjecao Juraj Krnjević, koji u to doba boravi u emigraciji u Švicarskoj. Maček i Cvetković te šestorica stručnjaka, koji su radili na razgraničenju ovlasti resora (hrvatski članovi povjerenstva bili su dr. Juraj Šutej kao glavni stručnjak te sveučilišni profesor dr. Ivo Krbek i financijski stručnjak Ljudevit Filipančić kao pomoćnici, dok su srpsku stranu predstavljali dr. Konstantinović, dr. Ilić i dr. Tasić) sastali su se na Mačekovu imanju u Kupincu i radili na sporazumu 16.–20. kolovoza točno u ponoć.
Sporazum je konačno dovršen 23. kolovoza. 24. kolovoza na Bledu knez Pavle primio je Cvetkovića i Mačeka u audijenciju, na kojoj je razgovarao o sporazumu te je inzistirao da Maček uđe u novu vladu. Iako on to u tom trenutku nije kanio, na kraju je pristao. Hrvatsko narodno zastupstvo (hrvatski zastupnici u Narodnoj skupštini Kraljevine Jugoslavije) odobrilo je sporazum s 80 glasova za i jednim protiv. Nakon što je sporazum odobrio i namjesnik knez Pavle, sastavljena je 26. kolovoza nova vlada, u kojoj Maček preuzima mjesto potpredsjednika, a HSS ima još četiri ministra. Istoga dana donesena je Uredba o banovini Hrvatskoj, kojom je Banovina dobila posebno hrvatsko predstavničko tijelo (Sabor), uz kraljevu sankciju isključivo kompetentan za donošenje autonomnih propisa, te autonomnu vladu na čelu s banom, odgovornim samo Hrvatskom saboru.
Ovaj sporazum pravno je utvrđen vladinom Uredbom o Banovini Hrvatskoj na osnovi čl. 116. Ustava, koji je dozvoljavao da kruna može raditi mimo ustavnih odredbi i zakonskih propisa u okolnostima rata, mobilizacije, nereda i pobuna, koje bi dovodile u pitanje javni poredak i sigurnost države, ili kada su ugroženi javni interesi.

### Reakcije na Sporazum
Dana 29. kolovoza u sabornici na Trgu sv. Marka zasjedalo je Hrvatsko narodno zastupstvo, koje je s 80 glasova za i jednim protiv prihvatilo sporazum. Hrvati su uglavnom s oduševljenjem dočekali potpisivanje sporazuma. Tako je, primjerice, u Slavonskom Brodu održan javni skup i proslava s oko pet tisuća prisutnih.
Najbrojniji nezadovoljnici bili su Srbi u Hrvatskoj, koji su gotovo odmah počeli tražiti autonomiju ili izdvajanja svojih srezova i kotara iz Banovine (primjer je Vukovarska rezolucija), potpirivani djelovanjem Srpskog kulturnog kluba i pokreta Srbi na okup. Srpska pravoslavna crkva nije podržavala hrvatsku autonomiju. Mnogi srbijanski političari bili su nezadovoljni Sporazumom, smatrajući da se Hrvatima previše popustilo, rasla je djelatnost četnika, pro-nacističke organizacije Zbor Dimitrija Ljotića i sličnih. Ustaše i drugi hrvatski nacionalisti osuđivali su sporazum sa Srbima i nazivali Mačeka izdajnikom jer su bosanskohercegovačke muslimane smatrali dijelom hrvatskoga naroda. Ustaše su kao granice "povijesne Hrvatske" vidjeli Zemun, rijeku Drinu i Boku kotorsku. Nisu bili zadovoljni ni komunisti, jer su ih vlasti nastavile nesmiljeno progoniti, u čemu su sudjelovale i institucije Banovine Hrvatske. Po njihovoj ocjeni, hrvatska i srpska buržoazija nagodile su se za vlast i položaje na račun radnika i seljaka.
Jugoslavenska radikalna zajednica (JRZ), koja je od 1935. do 1941. bila vladajuća stranka Kraljevine Jugoslavije, u skladu s politikom središnje vlade mijenja 1939. godine ideologiju - te odustaje od jugounitarizma i počinje se zalagati za federalizam. Promjena ideologije uvjetovala je neformalni raspad JRZ-a na slovensku, muslimansku i srpsku frakciju, a ubrzo i raspad srpske frakcije na pristalice federalnoga uređenja Jugoslavije te na pristalice stvaranja Velike Srbije.
Negodovanje postignutim Sporazumom i nagovještajima daljeg preuređenja zemlje, u svojim su proglasima u Bosni i Hercegovini istaknuli ljevičari u Bosni i Hercegovini. Svojim prosvjedom oglasila se i dio bosanskohercegovačke akademska mladeži na studijima u Beogradu i Zagrebu; tu su neki istaknuli i zahtjev za autonomijom BiH. Sporazumom Cvetković-Maček je otvoren čitav niz problema, za koje nisu odmah ponuđena adekvatna rješenja; tako i problem BiH. Među tamošnje narode uvukao se nemir i pozivima "na okup" zbijali su se redovi u nastojanju da se zaštite nacionalni interesi u tom nestabilnom dobu. Mačekovo je stajalište bilo da se najprije provedu slobodni i demokratski izbori te potom dovrši federalizacija zemlje, dok je srpska strana tražila da se prije saziva parlamenta uspostave i druge jedinice. Politički čimbenici Srbije tražili su da se cjelokupan prostor BiH uključi u treću, srpsku jedinicu (Velika Srbija). Muslimani su zagovarali autonomiju BiH, dok su iskrsnula pitanja položaja Crne Gore, Vojvodine, pa čak i Makedonije. Prije okončanja rasprava Jugoslavija se početkom II. svjetskog rata raspala. Sporovi su nastavljeni u krugu oko izbjegličke vlade, ali bez ikakvih učinaka.

### Puč i Travanjski rat
Iako se Kraljevina Jugoslavija, zajedno s Banovinom Hrvatskom, pokušala održati van rata, to joj je sve teže uspijevalo. Jedva održavana, vlada Cvetković-Maček je srušena nakon pristupanja Jugoslavije Trojnom paktu (25. ožujka 1941.), kada je 27. ožujka 1941., uz pomoć zapadnih obavještajnih službi, izvršen vojni udar generala Dušana Simovića, te umjesto regenta Pavla, punoljetnim je proglašen kralj Petar II. Iako je jedan od ciljeva udara bio ukidanje hrvatske autonomije, približavanje rata nagnalo je pučiste na traženje saveznika u Hrvatima. Vlada generala Dušana Simovića nastojala je nagovoriti Vladka Mačeka na ponovno preuzimanje dužnosti potpredsjednika vlade ustupcima kojima bi se hrvatska autonomija protegnula na žandarmeriju i sudove.
Stalna politička i socijalna kriza u zemlji dovela je do njezina trenutačnog raspada u travnju 1941., bez borbe, kada i kralj i vlada bježe u inozemstvo. Raspad Jugoslavije, sazdane na velikosrpskoj hegemoniji i represiji, pokazao je njezinu povijesnu slabost, jer su je napustili svi, pa i sam dvor i vlada izbjegavši iz zemlje. Hrvati raznih političkih boja su diljem područja današnje Hrvatske i BiH dizali pobune, ne znajući za pobune u drugim krajevima, i proglašavali samostalnu hrvatsku državu. Ulaskom osovinskih postrojba došle su druge političke zbilje. Granice nisu skrojene po želji hrvatskog naroda, nego po volji okupatora. Poslije proglašenja NDH, 10 travnja 1941. nije bilo ni dana bezvlašća jer su se sve institucije Banovine Hrvatske stavile na raspolaganje novouspostavljenoj državi, ali ne zbog pristajanja uz osovinsku ideologiju, nego zbog želje za svojom hrvatskom državom i što nisu željeli živjeti u Jugoslaviji.
Vršitelj dužnosti bana Banovine Hrvatske, odjelni predstojnik Žilić, na kojega je Ivan Šubašić prilikom odlaska iz zemlje prenio svoje ovlasti, službeno je predao vlast Kvaterniku. Nakon proglasa o uspostavi NDH Slavko Kvaternik je upotrijebio stari banovinski administrativni aparat i potpuno se oslonio na postrojbe Hrvatske seljačke i građanske zaštite, koje su u Zagrebu raspolagale s oko 4.000 ljudi, a na čitavom području Banovine Hrvatske s oko 142.000 pripadnika. Već 11. travnja iz Kabineta zamjenika Poglavnika izdana je naredba da do konstituiranja vlade Nezavisne Države Hrvatske sve upravne poslove imaju obavljati odjeli Banske vlasti.
U emigraciju, u Londonu, ban Ivan Šubašić je politički djelovao pozivajući se na svoju funkciju, kao i članovi vlade. Predsjednik kraljevske vlade postao je 1944. i s Titom je potpisao dva sporazuma, koji su omogućili suradnju partizanskog pokreta i vlade. Potpredsjednik vlade Juraj Krnjević nastojao je u političkim igrama unutar vlade sačuvati jamstva da će Banovina nakon završetka rata i savezničke pobjede biti obnovljena.

## Teritorij i granice
██  Savska banovina
██  Primorska banovina
██  Dodani kotari
Banovina je nastala spajanjem dotadašnje Savske i Primorske banovine, uz dodatak većinski hrvatskih kotareva iz ostalih banovina (Brčko, Derventa, Dubrovnik, Fojnica, Gradačac, Ilok, Šid i Travnik). Obuhvaćala je površinu od 65.456 km.
Pri stvaranju nove jedinice primijenjeno je povijesno načelo (područja Kraljevine Hrvatske, Dalmacije i Slavonije) te etničko načelo - oduzeti su većinski srpski istočni Srijem, kotar Dvor na Uni te Boka kotorska, a dodani većinski hrvatski kotarevi iz BiH. Do ovakvih se granica došlo nakon teških pregovora, tako da nijedna strana nije do kraja bila zadovoljna. Srpska strana stoga što je niz kotareva sa srpskom većinom ostao unutar Banovine, a hrvatska jer nije uključila Zapadnu Bosnu (Tursku Hrvatsku), te Baranju i Sjevernu Bačku. Granice Banovine su smatrane privremenima i naglašeno je da će doći do daljnjih promjena u sklopu preuređenja države. Hrvati u Sjevernoj Bačkoj i Baranji tražili su na brojnim manifestacijama sjedinjenje šest kotara u kojima su imali apsolutnu većinu (Darda, Batina, Subotica, Sombor, Apatin i Odžaci), za koje se uvriježio naziv Bačka Hrvatska. Hrvati iz Ravnog i Popova polja zatražili su također pripajanje Hrvatskoj.
Administrativno i teritorijalno, Banovina Hrvatska je bila podijeljena na gradove, kotare i općine. Imala je dvadeset pet gradova i devedeset devet kotara s četiri ispostave, međusobno podijeljenih između Banske vlasti u Zagrebu i Ispostave Banske vlasti u Splitu. Broj općina teško je utvrditi jer se tijekom postojanja Banovine Hrvatske stalno mijenjao, ovisno o prirastu ili padu stanovništva na nekom području. Stoga se taj broj može zaokruži na približno 700 općina.
Stvaranje Banovine Hrvatske trebao je biti prvi korak u konceptu nacionalnog preuređenja države pa se očekivalo i skoro formiranje srpske banovine, čiji je naziv, prema sačuvanom Nacrtu uredbe o njezinoj organizaciji, trebao biti "Srpska zemlja". Ova nova upravna jedinica trebala je biti sastavljena od teritorija preostalih banovina, izuzev Dravske (Vrbaska, Drinska, Zetska, Dunavska, Moravska i Vardarska) i imati sjedište u Skoplju. U nadležnosti banovine "Srpske zemlje" bili bi svi poslovi, koji su stavljeni u nadležnosti Banovine Hrvatske, a predviđena su i identična rješenja za oblasti upravne i zakonodavne vlasti. Nacrt uredbe o organizaciji Srpske zemlje i njegova provedba trebali su biti drugi korak u budućem preuređenju zemlje. Ovako zamišljen koncept upravne reorganizacije nikad nije ostvaren jer je izbio Drugi svjetski rat. Politički predstavnici Hrvata, pa i sam Maček, nisu smatrali granice Banovine Hrvatske konačno određenima i očekivali su da one to postanu nakon povlačenja granica između srpske i hrvatske jedinice. Položaj Bosne i Hercegovine u tom se kontekstu razmatrao u više inačica koje su opet ovisile od daljnjeg razvoja događaja u zemlji. U slučaju da se, pokraj hrvatske i srpske, stvori još i slovenska autonomna banovina, podržale bi se autonomije Vojvodine te BiH. Ako to ne bi bilo moguće, onda bi se tražio plebiscit.

## Stanovništvo
Prema posljednjem prijeratnom popisu stanovništva iz 1931. godine, na području kasnije Banovine Hrvatske živjelo je 4,024.601 stanovnika, od kojih oko 74% Hrvata i 19% Srba. Od 99 upravnih kotara, 81 je bio s hrvatskom većinom, 17 sa srpskom (12 s apsolutnom i 5 s relativnom većinom) i 1 s većinom Muslimana, koji tada nisu smatrani zasebnom nacijom. Prema podatcima iz zemljovida izdanog u nakladi Seljačke sloge 1939., Banovina Hrvatska je imala 4,403.199 stanovnika.
| Hrvati    | 3,061.680 |
| Srbi      | 847.005   |
| Muslimani | 174.150   |
| Nijemci   | 96.023    |
| Mađari    | 62.647    |
| Česi      | 40.939    |
| Slovenci  | 40.524    |
| Slovaci   | 13.189    |
| Ukrajinci | 7.469     |
| Rusi      | 6.867     |
| Talijani  | 5.498     |
| Poljaci   | 5.414     |
| ostali    | 41.956    |

Prema popisu stanovništva iz 1931., najveći gradovi su bili:
- Zagreb 185.581
- Split 43.711
- Osijek 40.337
- Šibenik 37.271
- Karlovac 21.210
- Mostar 20.295
- Dubrovnik 16.147
- Sušak 16.111
- Varaždin 14.612
- Brod 13.776
- Vinkovci 13.267
- Sisak 10.915
- Vukovar 10.862
- Virovitica 10.652
- Bjelovar 10.252
- Koprivnica 9.472

Po podatcima Seljačke sloge, izvan Banovine Hrvatske ostalo je 205.987 Hrvata u Bosni i Hercegovini, 121.741 Hrvata u Vojvodini, 31.227 Hrvata u Srijemu, 28.717 Hrvata u Srbiji i u Crnoj Gori, 19.354 Hrvata u Sloveniji i 14.172 Hrvata u Boki kotorskoj - ukupno 421.198 Hrvata. Pretpostavili su kako izvan Jugoslavije, u Gradišću, Istri, Americi i drugdje ima oko 800.000 Hrvata.

## Uprava i nadležnosti
Za prvog Bana Banovine Hrvatske imenovan je Ivan Šubašić, kojeg je osobno odredio Vladko Maček. Uredbom o Banovini Hrvatskoj bile su određene i njene nadležnosti, među kojima su bile poljoprivreda, trgovina, industrija, šume, rudnici, građevine, socijalna politika i zdravstvo, tjelesni odgoj, prosvjeta i unutarnja uprava. U nadležnosti države ostali su vanjski poslovi, vojska, policija i vanjska trgovina. Ostalo je sporno financiranje nove upravne jedinice, pa je o tome donesena posebna uredba 30. ožujka 1940. Njome je Beograd ustupio Zagrebu većinu izravnih poreza, svih samoupravnih prihoda bivših banovina, kao i dobar dio taksi te trošarine na alkohol. Mnoge od ovih odredbi nisu nikad provedene do kraja, bilo zbog kratkog postojanja Banovine, bilo zbog opstrukcija iz Beograda. Planirano je i raspisivanje izbora za Hrvatski sabor, ali to se nije dogodilo zbog izbijanja Drugog svjetskog rata.
Zakonodavnu vlast u predmetima iz banovinske nadležnosti vrše kralj i Sabor zajednički. Sabor se trebao sazivati kraljevim ukazom, kao što ga je on mogao i raspustiti uz supotpis bana. No, raspuštanje je ujedno povlačilo i naredbu za nove izbore za Sabor. Nadalje, Banovina Hrvatska je imala potpuno autonomno pravosuđe, od prvostupanjskih do prizivnih i ostalih sudova, a nad sudovima nije bilo nijednog višeg suda izvan Hrvatske. Nijedna pisana odluka kraljevske vlasti iz nadležnosti Banovine nije bila punovažna, niti se mogla izvršiti, ako je ban nije supotpisao. Banovina Hrvatska je imala u administrativnom i zakonodavnom pogledu nadležnost nad većinom prihoda na svom teritoriju, odnosno veliki stupanj financijske neovisnosti.
Ban je stekao potpuno neovisan položaj u odnosu na državnu administraciju jer vlada nije mogla utjecati na njegovo imenovanje. Doneseni zakoni i uredbe nisu bili podložni državnima. Banska rješenja u pitanjima banovinske nadležnosti nije mogao mijenjati ni kralj, već samo sudovi.
S Narodnom bankom Kraljevine Jugoslavije postignut je sporazum o izdavanju vlastitog novca (razmatrana su imena kuna ili banovac), koji bi kolao usporedo s jugoslavenskim dinarom. No, početak Drugog svjetskog rata spriječio je realizaciju planova o tom novcu. U Gliptoteci HAZU sačuvana su dva sadrena predloška za taj novac, autora Ive Kerdića. 22. listopada 1939. formirana je i Žandarmerijska brigada Banovine Hrvatske, koja je od 7. travnja 1941. - dakle u vrijeme napada sila Osovine na Jugoslaviju - de iure postala Oružništvo Banovine Hrvatske, odgovorno samo Banu.

### Simovićeve odluke
Nakon vojnog puča 27. ožujka 1941., vlada generala Dušana Simovića nastojala je nagovoriti Vladka Mačeka da ponovo preuzme funkciju potpredsjednika vlade. U zamjenu, obećala je prenošenje žandarmerije na teritoriju Banovine u nadležnost bana, te još neke ustupke, poput uspostave Banovinskog suda za zaštitu Banovine, kojim je osigurana sudska autonomija za cijelu Banovinu. Ove su odluke objavljene u Narodnim novinama koje nose datume 7. i 8. travnja 1941., tj. nakon početka Travanjskog rata. Sam Simović, štoviše, odlučan je bio poći i dalje − dati Hrvatima potpunu autonomiju.

### Uprava
Planirana je podjela Banovine na županije, kako bi se uspostavila srednja razina samouprave, između kotara i banske vlasti u Zagrebu. Nakon likvidiranja strukture Primorske banovine, ustrojena je Ispostava banske vlasti u Splitu kao upravni organ za Dalmaciju i dio zapadne Hercegovine.
Banska vlada ustrojena je po uzoru na nekadašnju Kraljevsku Hrvatsko-slavonsko-dalmatinsku vladu, s odjelnim predstojnicima umjesto ministara i odjelnim ili banskim savjetnicima umjesto državnih tajnika. Glavna razlika je bila što su odjelni predstojnici bili isključivo upravni činovnici, a ne političke osobe. Korišten je pojam Banska vlast, koji je odgovarao pojmu Zemaljske vlade iz razdoblja Trojedne Kraljevine (1868. – 1918.)
| ured                                 | položaj                                     | dužnosnik             | titula                                     |
| ------------------------------------ | ------------------------------------------- | --------------------- | ------------------------------------------ |
|                                      | Ban Hrvatske                                | Dr. Ivan Šubašić      |                                            |
|                                      | Podban                                      | Dr. Ivo Krbek         | Profesor prava                             |
| Predsjednički ured                   | voditelj                                    | Frane Frol            | Banski savjetnik                           |
| Kabinet Bana                         | Šef kabineta                                | Vladimir Šipuš        | Banski savjetnik                           |
| Odjel za unutarnje poslove           | Odjelni predstojnik                         | Bogdan Bojkić         | Banski savjetnik                           |
| Odjel za prosvjetu                   | Odjelni predstojnik                         | Prof. Izidor Škorjač  | Banski savjetnik                           |
| Odjel za pravosuđe                   | Odjelni predstojnik                         | Dr. Franjo Žilić      | Sudac Stola sedmorice                      |
| Odjel za seljačko gospodarstvo       | Odjelni predstojnik                         | Slavko Kolar          | Banski savjetnik                           |
| Samostalni odsjek za veterinarstvo   | Šef odsjeka                                 | Dr. Šime Debelić      | Redoviti sveučilišni profesor              |
| Odjel za šumarstvo                   | Odjelni predstojnik                         | Ing. Ivica Frković    | Banski savjetnik                           |
| Odjel za rudarstvo                   | Odjelni predstojnik                         | Ing. Nikola Belančić  | Banski savjetnik                           |
| Odjel za obrt, industriju i trgovinu | Odjelni predstojnik                         | Dr. Mirko Lamer       | Izvanred. prof. visoke ekon. komerc. škole |
| Odjel za tehničke radove             | Odjelni predstojnik                         | Ing. Zvonimir Pavešić | Banski savjetnik                           |
| Odjel za socijalnu politiku          | Odjelni predstojnik                         | Dr. Josip Rasuhin     | Banski savjetnik                           |
| Odjel za narodno zdravlje            | Odjelni predstojnik                         | Dr. Milutin Kosanović | Banski savjetnik                           |
| Odjel za financijalne poslove        | Odjelni predstojnik                         | Dr. Vladimir Franolić | Izvanredni sveučilišni profesor            |
| Izpostava banske vlasti u Splitu     | Povjerenik ispostave banske vlasti          | Mate Bulić            | Banski savjetnik                           |
|                                      | Zamjen. povjerenika ispostave banske vlasti | Ante Jauk             | Odjelni savjetnik                          |

## Gospodarstvo
Budući da je Banovina Hrvatska nastala svega nekoliko dana prije izbijanja Drugog svjetskog rata, gospodarstvo je za vrijeme čitavog njenog postojanja bilo određeno ratom u Europi. Gospodarstvo je trpjelo velike oskudice, nedostajalo je i osnovnih prehrambenih proizvoda. Između kolovoza 1939. do kolovoza 1940. cijene govedine su porasle za 50%, a brašna, krumpira i graha za 100%. Banskom naredbom su uvedeni i tzv. bezmesni dani u tjednu. Odredbama su ograničene i cijene prehrambenih proizvoda te se morala popisati sva roba u skladištima. Mnogi špekulanti i trgovci su skrivali robu kako bi je mogli prodavati kasnije po većim cijenama ili kako bi umjetno stvorili još veću oskudicu.
Veliki dio proizvodnje izvozio se u Njemačku, kojoj je trebalo sve više materijala i robe zbog rata. Veliki broj muškaraca bio je pozivan u rezervu kako se osjećalo približavanje rata. Gotovo 200.000 muškaraca s područje Banovine bilo je u vojsci, na vježbama ili manevrima, što je još više opterećivalo ionako slabo gospodarstvo. Broj nezaposlenih je rastao, a Dalmaciju je pogodio i podbačaj turizma i brodarstva zbog rata. Početkom 1941. godine uvodi se i racionalizirana opskrba hranom (potrošačke karte za kruh, brašno, šećer).
Banovina Hrvatska je pokušavala raznim infrastrukturnim projektima dati zamašnjak gospodarstvu. Ban Šubašić je pri posjetu Dalmaciji u studenom 1939. obećavao javne radove. Otvaranje novih mostova preko Save u Zagrebu u prosincu 1939. odvijalo se pod geslom "uspjeh domaćeg rada", a počeli su radovi i na tzv. Koranskoj prugi, kojom bi se skratilo putovanje od Zagreba do Jadrana.

## Politika
14. siječnja 1940. knez Pavle službeno posjećuje Zagreb te zajedno sa Šubašićem supotpisuje Uredbu o izbornom redu za Hrvatski sabor. Izbori su trebali biti opći, tajni i izravni. Kao svojevrsna proba, 19. svibnja 1940. u Banovini su provedeni izbori za općinska vijeća, samo za seoske općine. U 625 općina u kojima su izbori provedeni, potvrđene su 1053 kandidatske liste. HSS je dobio većinu u 425 općina, a Seljačko-demokratska koalicija (HSS i Samostalna demokratska stranka) većinu u 133 općine. Tako je HSS samostalno ili u koaliciji sa SDS-om pobijedio u ukupno 564 općine, dok su ostale liste pobjedu ostvarile u 61 općini. No, izbori su pokazali i prisutnost nezadovoljstva i unutarnjih raslojavanja u HSS-u, te je tako bilo 60 disidentskih lista. Nakon izbora, navodno je 70 općina prosvjedovalo zbog nepravilnosti i krivotvorenja. Kako u gradovima izbori nisu održani, HSS je nastavio koristiti stare zakone i uredbe beogradskog režima kako bi bez izbora namještao načelnike i gradske uprave.
Do izbora za sabor nikad nije došlo zbog približavanja rata i činjenice da je veliki broj muškaraca bio pozvan na vojne manevre ili u rezervu.

## Društvo
S jedne strane Velikosrbi na čelu s u Jugoslaviji prepotentnom vojničkom klikom, a s druge strane komunisti i frankovci, nastojali su svim mogućim načinima ometati daljnji mirni razvoj situacije.

Kako je HSS na području Banovine Hrvatske imao gotovo jednoglasnu potporu, u Banovini je zapravo vladao jednostranački sustav. Iako Maček, potpredsjednik jugoslavenske vlade, nije imao nikakav službeni položaj u Banovini Hrvatskoj, nazivan je "vođom hrvatskog naroda", "predsjednikom" te je njegov rođendan javno slavljen kao blagdan, što je imalo obilježja kulta ličnosti. Primjerice, ban Šubašić je 1940. za Mačekov rođendan dijelio stipendije siromašnim đacima i studentima. 1. svibnja 1940. Banovina je nacionalizirala Radio Zagreb. Strukture HSS-a na vlasti progonile su komuniste i ustaše, otvorivši i nekoliko sabirnih logora za političke zatvorenike, od kojih je najpoznatiji Kruščica pokraj Viteza. Zanimljivo je da je jednom zgodom, prilikom komunističkih demonstracija, 1940. uhićen i Franjo Tuđman.
Razdoblje koje je započelo velikom nadom da će se konačno ispraviti stare nepravde i stvoriti bolje društvo, donijelo je prije velika razočaranja nego zadovoljstvo. Pogotovo zbog teške gospodarske situacije zbog rata u Europi, utjecaj HSS-a na selu počeo je slabiti nauštrb KP i "frankovaca". Krajem 1940. skup HSS-a u Podgori prekinuli su nezadovoljni seljaci, žaleći se na neostvarena obećanja o manjim porezima i smanjenju birokracije te na situaciju na rubu gladi. Mnoga su obećanja, ali i iskrene dobre namjere, ostali neispunjeni, dobrim djelom iz nemoći. Naime, rat i poremećaj gospodarstva obilježili su pa čak i spriječili neke od pokušaja uvođenja nužnih gospodarskih i društvenih promjena unutar razmjerno uske autonomije. To se ponajbolje vidjelo na primjeru smjene činovnika i žandara koji su posao dobili zahvaljujući odanosti beogradskom režimu. Nedostatak kontrole nad žandarmerijom i vojskom pokazao se kao mana nove vlasti. Mnogi žandari koji su bili osvjedočeni nasilnici ili protivnici HSS-a i hrvatskog pokreta ostali su na svojim položajima. Brojnim molbama za premještaj pokušavalo se promijeniti nacionalnu strukturu žandarmerije u Hrvatskoj, premještanjem Srbijanaca i Crnogoraca te njihovom zamjenom Hrvatima koji su služili u žandarmeriji u drugim dijelovima Jugoslavije.
Vlast na čelu s HSS-om pokušavala je preko svojih razgranatih i dobro ustrojenih organizacija ispravljati mane državnog aparata. Osnivani su tzv. sudovi dobrih ljudi, koji su trebali razrješavati sporove u selima bez sudova i odvjetnika. U listopadu 1939. donesena je banovinska Uredba o zaštiti seljačkog posjeda od ovrhe.

### Antisemitizam
U jesen 1940. jugoslavenska vlada donijela je nekoliko zakona, u manjoj mjeri primijenjenih i u Banovini Hrvatskoj, kojima je ograničen upis Židova na sveučilišta i posjedovanja trgovačkih društava "kako bi se utjecaj Židova na narodno gospodarstvo sveo na pravu mjeru." Na području Banovine Hrvatske nalazili su se i Židovi izbjegli iz Njemačke i zemalja pod kontrolom Trećeg Reicha. Hrvatska im je uglavnom bila tek usputna postaja na putu prema trećim zemljama: SAD-u, Palestini i sl.

### Šport
Od 7. kolovoza 1939. djeluje i jedinstveni Hrvatski nogometni savez. Ustrojena je i nogometna liga, u kojoj je prvak postao splitski Hajduk. 1940. godine Jozo Jakopić vodio je kao izbornik neslužbenu nogometnu reprezentaciju koja je predstavljala Banovinu Hrvatsku u četiri prijateljske utakmice: dvije protiv Švicarske i dvije protiv Mađarske. Hrvatska je kao neovisna reprezentacija pod sankcijama svoj debi ostvarila 2. travnja 1940. u Zagrebu utakmicom protiv Švicarske koja je završila rezultatom 4:0 u korist Hrvatske.
Hrvatski veslački savez je osnovan 4. studenog 1939. u Zagrebu, a prvo prvenstvo Hrvatske u veslanju održano je u Zagrebu, na Savi, 29. srpnja 1940. Hrvatska reprezentacija u hokeju na ledu odigrala je prvi prijateljski susret protiv Slovačke 9. veljače 1941. u Bratislavi i izgubila 6:1.
Hrvatski boksački savez ponovno je utemeljen 5. listopada 1939. kao krovna organizacija boksa u Banovini Hrvatskoj.

### Kultura i obrazovanje
Jednom od prvih odluka banovinskih vlasti "zajednički" hrvatsko-srpski pravopis je ukinut te je vraćen na snagu tzv. Boranićev pravopis. Vodeći hrvatski jezikoslovac Stjepan Ivšić pokreće časopis Hrvatski jezik, a mladim znanstvenicima Petru Guberini i Kruni Krstiću 1940. objavljuje Matica hrvatska knjigu Razlike između hrvatskoga i srpskoga književnog jezika. Knjiga je bila iznimno dobro primljena u hrvatsko javnosti, no kritički je prošla loše.
Projekt izdavanja Hrvatske enciklopedije, pokrenut krajem 1930-ih godina od strane Mate Ujevića, stvaranjem Banovine Hrvatske zadobio je podršku vlasti, Crkve i znanstvene zajednice. Prvi svezak izdan je 10. veljače 1941. Rad brojnih HSS-ovih organizacija koje su radile na obrazovanju i opismenjavanju (pogotovo seljačkog) stanovništva te unaprjeđenju gospodarstva nakon uspostave Banovine dobio je široku podršku vlasti. Seljačka sloga je u suradnji sa zdravstvenim ustanovama pokrenula veliku kampanju usmjerenu prema ženama i zdravlju djece s ciljem bolje skrbi za djecu i popravljanja položaja žene.

## Ostavština
Hrvatska emigracija i pojedini političari smatrali su granice Banovine Hrvatske u Bosni i Hercegovini prirodnim granicama hrvatske države, jer je njima bila obuhvaćena velika većina Hrvata u BiH. Hrvatski predsjednik Franjo Tuđman često je optuživan za slično razmišljanje. Međunarodni sud za područje bivše Jugoslavije u Den Haagu 2013. u prvostupanjskoj nepravomoćnoj presudi u predmetu Prlić i ostali utvrdio je postojanje udruženog zločinačkog pothvata vrha HR Herceg-Bosne i Republike Hrvatske tijekom Rata u BiH, kojem je cilj bio pripojiti Hrvatskoj dijelove BiH koji su 1939. pripali Banovini ili stvoriti etnički čist hrvatski entitet na tom području. Suvremeni hrvatski ustav 1990. uključio je uspostavu Banovine Hrvatske u izvorišne osnove, navodeći da je njome obnovljena hrvatska državna samobitnost u Kraljevini Jugoslaviji.

## Galerija
- Usporedba granica Banovine Hrvatske s današnjima
- Banovina Hrvatska u Kraljevini Jugoslaviji
- Zastava Banovine Hrvatske u civilnoj upotrebi; nije korištena u službene svrhe[53]
- Veliki grb Banovine Hrvatske, na pločama ispred banovinskih ureda
- Porezna marka Banovine Hrvatske
- Registarska pločica Banovine Hrvatske

## Vanjske poveznice
- Uredba o Banovini Hrvatskoj (Službene novine od 26. kolovoza 1939. br. 194-4-LXVIII)
- "Uredbe o Banovini Hrvatskoj" - daljnji propisi koji su regulirali djelovanje Banovine Hrvatske, Biblioteka časopisa "Pravosuđe", Beograd 1941., faksimil objavljen kod Uprave za zajedničke poslove republičkih organa Republike Srbije. Pristupljeno 11. siječnja 2023.
- Posjet princa Pavla i kneginje Olge Zagrebu i Mačeku 1940. (talijanski filmski žurnal)
- Etnička karta Kraljevine Jugoslavije s granicama Banovine Hrvatske, Wehrmacht, 1940.
- Podjela Bosne i borba za cjelovitost
- Izvori za uspostavu Banovine Hrvatske
- Godišnjak banske vlasti Banovine Hrvatske, 1940.
- Kronologija povijesti HSS-a do 1940.
- Uspostava Banovine Hrvatske, Hrvatski povijesni portal  Arhivirana inačica izvorne stranice od 6. lipnja 2013. (Wayback Machine)
- (srp.) Popis stanovništva Kraljevine Jugoslavije 1931. s etničkim sastavom općina/kotara
- Naslovnica knjige Mirka Glojnarića: Borba Hrvata: Kronika dvaju desetljeća političke povijesti (1919–1939), Naklada Antuna Velzeka, Zagreb, 1940.